# 校栗林
校栗林，是臺灣臺中市潭子區的一個傳統地域名稱，位於該區北部。相較於今日行政區，其範圍大致包括栗林里不含東南端、潭秀里最北端。

## 歷史
台灣清治末期至日治初期，校栗林地區為一街庄，稱為「校栗林庄」，隸屬於捒東上堡。該庄北及東北與烏牛欄庄為鄰，東與茄荎角庄為鄰，南邊為潭仔墘庄，西邊及西北邊為車路墘庄。
1901年（日治明治三十四年）11月，全台廢縣廳改設二十廳，該庄隸屬於臺中廳。1903年（明治三十六年）6月，該庄編入「潭仔墘區」，仍隸屬於臺中廳。1909年（明治四十二年）10月，合併二十廳為十二廳，潭仔墘區隸屬不變。1920年（大正九年），全台地方制度大改正，廢十二廳改設五州二廳，該庄改制為「校栗林」大字，隸屬於臺中州豐原郡潭子庄。
戰後潭子庄改制為潭子鄉，隸屬於臺中縣，大字亦改制為村。1950年10月，中、彰、投分治，潭子鄉仍隸屬臺中縣。2010年12月，臺中縣市合併為直轄臺中市，潭子鄉改制為潭子區，村亦改制為里。

## 聚落
本地區有郭厝、蕭厝、祥和新莊等聚落。

## 交通
台鐵山線大致以北北東－南南西走向貫穿校栗林地區。2018年10月28日栗林車站通車，僅停靠區間車，北側為豐原車站，屬一等站，停靠大部分的普悠瑪號、自強號列車及其餘各級全部列車；南側為潭子車站，屬三等站，僅停靠區間車及區間快車。由此等可前往台鐵沿線各站。
省道台3線（中山路三段）俗稱「內山公路」，是臺北至屏東的幹道，大致以北北東—南南西走向蜿蜒經過本地區，並位於鐵路西側。由該道路向北北東可前往豐原、石岡、東勢、卓蘭等地，向南南西可前往潭子市區、北屯、台中市區、大里等地。
區道中84-1線（三和路）是溝仔墘至車路墘的道路，大致以北北東—南南西走向轉北向南經過本地區西北部及西部邊界地帶。由該道路向北北東轉北偏東可前往車路墘地區東部偏北並止於區道中82線路口，向南可前往大埔厝與潭子交界地帶並止於區道中84線路口。

## 學校
- 臺中市私立弘文高級中學

## 產業
- 臺中加工出口區

## 運動休閒
- 潭雅神自行車道